# Saint-Victor-en-Marche
Saint-Victor-en-Marche este o comună în departamentul Creuse din centrul Franței. În 2009 avea o populație de 367 de locuitori.

## Evoluția populației
| An        | 1975 | 1982 | 1990 | 1999 | 2006 | 2009 |
| --------- | ---- | ---- | ---- | ---- | ---- | ---- |
| Populație | 343  | 322  | 297  | 368  | 353  | 367  |